# Anthony Jeffrey
Anthony Jeffrey, né le 3 octobre 1994 à Hendon, est un footballeur international guyanien jouant poste d'ailier droit.

## Biographie

### En sélection
En juin 2019, il est retenu par le sélectionneur Michael Johnson afin de participer à la Gold Cup organisée aux États-Unis, en Jamaïque et au Costa Rica.